# کبوتر سینه‌خاکستری
کبوتر سینه‌خاکستری (نام علمی: Leptotila cassini) نام یک گونه از تیره کبوتر است.